# Josefine Lauterbach
Josefine Lauterbach (ur. 22 marca 1909 w Wiedniu, zm. 4 listopada 1972 tamże) – austriacka lekkoatletka, biegaczka średniodystansowa.
Podczas igrzysk olimpijskich w Amsterdamie (1928) odpadła w eliminacjach na 800 metrów.
Mistrzyni kraju na tym dystansie (1927).
Była zawodniczką Herthy Wiedeń.

## Rekordy życiowe
- Bieg na 800 metrów – 2:29,8 (1927) wynik ten był do 1932 roku rekordem Austrii[2]